# 周少麟
周少麟（1934年9月—2010年），原名周菊傲，祖籍浙江省慈谿县（今宁波市江北区），生于上海，中国京劇表演艺术家，工生行。周信芳與情妇，后来的第二任妻子裘麗琳的兒子，著有《海派父子》等書。

## 生平
祖籍浙江省慈谿县慈城镇（今宁波市江北区）。在上海出生，本科就讀上海復旦大學外文系英文專業，后參加京劇表演藝術工作，文化大革命中被關押5年，1981年移民美國，2001年回到中國，在上海工作。
晚年罹患帕金森氏症。2010年12月29日，逝世于上海。